# The English Way
"The English Way" és el primer senzill extret del tercer àlbum de Fightstar, Be Human. Va ser lliurat el 3 de novembre del 2008.
El líder, Charlie Simpson va descriure aquesta cançó com una manera de fer Anglaterra més patriòtica, ja que creu que ha perdut el seu orgull i els valors tradicionals.
La cançó va debutar en el # 62 de la llista de Senzills del Regne Unit (UK Singles Chart) i en el # 2 en la llista de segells discogràfics independents (UK Independent Label Chart). El vídeo musical per a l'alliberament va ser un èxit, fent dels dos, el número # 1 dels més sol·licitats a les llistes de les cadenes de televisió Scuzz i Kerrang!.
A més, Charlie Simpson ha confirmat que la demo b-side anomenada Colours Bleed d'aquest lliurament del senzill, estàra inclosa en el seu tercer àlbum Be Human que surt a l'Abril del 2009

## Llista de pistes
CD:
1. "The English Way"
2. "Colours Bleed" (Àlbum Demo)

Per descàrrega:
1. "The English Way"
2. "Hide And Seek" (Cover d'Imogen Heap)
3. "The English Way (Acústica)"

7" Vinyl:
1. "The English Way"
2. "Drown"

## Posició a les llistes
| Llista           | Posició |
| ---------------- | ------- |
| UK Singles Chart | 62      |
| UK Indie Chart   | 2       |

## Personal
- Charlie Simpson — Veu, Guitarra, Teclat
- Alex Westaway — Veu, Guitarra
- Dan Haigh — Baix
- Omar Abidi — Bateria, Percussió
- Caius Fitzgerald, Luke Bowen, Andrew Armstrong, Josh Rees-Jones — Veus del cor